# Liste des villes-arrondissements d'Allemagne

Carte du découpage en arrondissements des États fédérés d’Allemagne.
Ville-arrondissement d’Allemagne.
Autre arrondissement d’Allemagne.

Voici la liste des 110 villes-arrondissements (kreisfreie Städte, pluriel de kreisfreie Stadt) d'Allemagne. L'expression "kreis-freie Stadt" veut dire une ville qui n'est pas intégrée dans un arrondissement (Kreis), une ville de manière « libre ».
La plupart sont des grandes villes.

## Dénombrement par État fédéré (Bundesland)
La législation concernant les communautés est établie par les États allemands, les  États fédérés (Bundesländer).
Nombre de villes-arrondissements pour chacun des 16 États fédérés, y compris les 3 villes-États (Stadtstaaten) :
- État de Berlin : 1
- Ville libre et hanséatique de Hambourg : 1
- Ville hanséatique libre de Brême : 2
- État libre de la Bavière : 25
- État libre de la Saxe : 3
- État libre de la Thuringe : 6
- État fédéré de Bade-Wurtemberg : 9
- État fédéré de la Basse-Saxe[1] : 10
- État fédéré du Brandebourg : 4
- État fédéré de la Hesse : 5
- État fédéré de Mecklembourg-Poméranie antérieure : 2
- État fédéré de Rhénanie du Nord-Westphalie[2] : 23
- État fédéré de Rhénanie-Palatinat : 12
- État fédéré de la Sarre : 0
- État fédéré de Saxe-Anhalt : 3
- État fédéré de Schleswig-Holstein : 4
- TOTAL[1],[2] : 110

## Liste des villes-arrondissements des États fédérés

### Villes-États (“Stadtstaaten”)

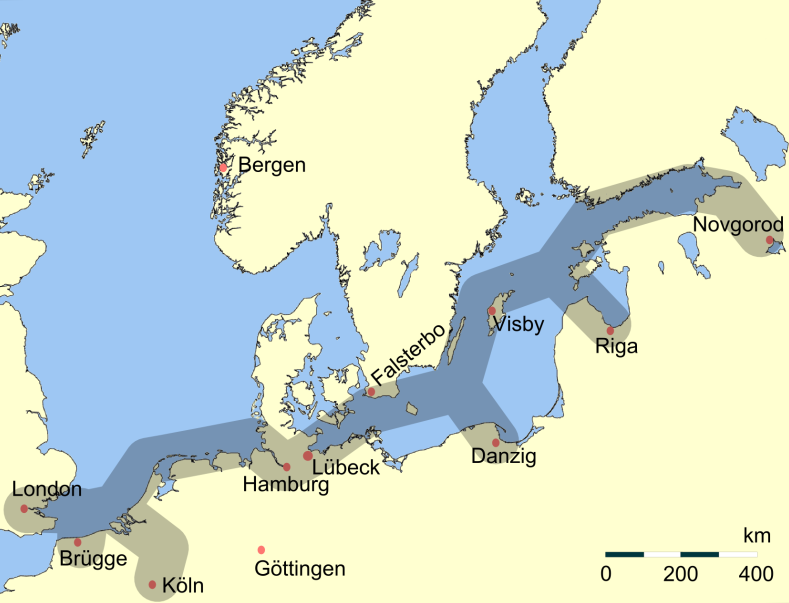
Les routes commerciales dans la ligue hanséatique. Environ XVe siècle.

Il existe en Allemagne deux villes-arrondissements qui constituent chacune à elle seule un État fédéré (Bundesland) de l’Allemagne : Berlin et Hambourg. Certaines anciennes communes de l'agglomération auparavant indépendantes sont aujourd'hui intégrées dans ces villes et en forment des quartiers. Ces collectivités ont les compétences à la fois d’une municipalité urbaine (Stadtgemeinde), d'un arrondissement (Kreis) et d'un État fédéré (Bundesland). Ces deux entités officielles sont donc :
- Land de Berlin (Land Berlin)
- Ville libre et hanséatique de Hambourg (freie und Hansestadt Hamburg)

Du point de vue historique, Brême et Hambourg ont une longue tradition comme « ville libre » et ville hanséatique. Berlin ne fut jamais une ville libre jusqu'à la Seconde Guerre mondiale, mais faisait partie du Brandebourg-Prusse.
Le land de Brême, officiellement la Ville hanséatique libre de Brême (freie Hansestadt Bremen), est lui aussi un cas particulier historique : il comprend deux villes qui forment deux parties séparées géographiquement :
- Commune urbaine de Brême (Stadtgemeinde Bremen)
- Commune urbaine de Bremerhaven (Stadtgemeinde Bremerhaven).

### Villes-arrondissements des autres États fédérés
Pour distinguer les « autres » États fédérés des Villes-États, on les appelle parfois "Flächenstaaten", « états de surface ».
Le nom Bundesland pour un « État fédéré », avec sa désignation courte et précise : Land (État), provient du mot das Land, qui signifie le pays, la campagne. Les États fédérés sont des États de leur propre loi, beaucoup d'eux existaient avant la fondation de la République fédérale (mai 1949).
Il y a des États qui s'appellent Freistaat (État libre), mais "Freistaat" est seulement un titre. Cette désignation historique ne signifie pas de différences avec les autres États fédérés.

#### Bade-Wurtemberg(Land Baden-Württemberg)
- Baden-Baden
- Fribourg-en-Brisgau (Freiburg im Breisgau)
- Heidelberg
- Heilbronn
- Karlsruhe
- Mannheim
- Pforzheim
- Stuttgart
- Ulm

#### Basse-Saxe(Land Niedersachsen)
- Brunswick (Braunschweig)
- Delmenhorst
- Emden
- Göttingen[4]
- Hanovre (Hannover)[5]
- Oldenbourg (Oldenburg (Oldb))
- Osnabrück
- Salzgitter
- Wilhelmshaven
- Wolfsbourg (Wolfsburg)

#### Bavière(Freistaat Bayern)
- Amberg
- Ansbach
- Aschaffenbourg (Aschaffenburg)
- Augsbourg (Augsburg)
- Bamberg
- Bayreuth
- Cobourg (Coburg)
- Erlangen
- Fürth
- Hof
- Ingolstadt
- Kaufbeuren
- Kempten (Allgäu)
- Landshut
- Memmingen
- Munich (München)
- Nuremberg (Nürnberg)
- Passau
- Ratisbonne (Regensburg)
- Rosenheim
- Schwabach
- Schweinfurt
- Straubing
- Weiden in der Oberpfalz
- Wurtzbourg (Würzburg)

#### Brandebourg(Land Brandenburg)
- Brandebourg-sur-la-Havel (Brandenburg an der Havel)
- Cottbus
- Francfort-sur-l'Oder (Frankfurt (Oder))
- Potsdam

#### Hesse(Land Hessen)
- Darmstadt
- Francfort-sur-le-Main (Frankfurt am Main)
- Cassel (Kassel)
- Offenbach-sur-le-Main (Offenbach am Main)
- Wiesbaden

#### Mecklembourg-Poméranie antérieure(Land Mecklenburg-Vorpommern)
- Rostock
- Schwerin

#### Rhénanie-du-Nord-Westphalie(Land Nordrhein-Westfalen)
- Aix-la-Chapelle (Aachen)[6]
- Bielefeld
- Bochum
- Bonn
- Bottrop
- Cologne (Köln)
- Dortmund
- Düsseldorf
- Duisbourg (Duisburg)
- Essen
- Gelsenkirchen
- Hagen
- Hamm
- Herne
- Krefeld
- Leverkusen
- Mönchengladbach
- Mülheim an der Ruhr
- Münster
- Oberhausen
- Remscheid
- Solingen
- Wuppertal

#### Rhénanie-Palatinat(Land Rheinland-Pfalz)
- Coblence (Koblenz)
- Deux-Ponts (Zweibrücken)
- Frankenthal (Palatinat) (Frankenthal (Pfalz))
- Kaiserslautern
- Landau in der Pfalz
- Ludwigshafen (Ludwigshafen am Rhein)
- Mayence (Mainz)
- Neustadt an der Weinstraße
- Pirmasens
- Spire (Speyer)
- Trèves (Trier)
- Worms

#### Sarre(Saarland)
Il n'y a plus de ville-arrondissement en Sarre :
- L'ancienne ville autonome de Sarrebruck (Saarbrücken) est depuis le 1er janvier 1974 une partie du Stadtverband Saarbrücken, qui est une communauté urbaine faisant office d'arrondissement. Ce qui signifie que les villages autrefois réunis dans la ville-arrondissement ont réacquis leur autonomie par rapport à la ville-centre qui n’est plus que le siège du centre administratif de la communauté dont la collectivité est séparée de celle de la municipalité de la ville-centre.

#### Saxe(Freistaat Sachsen)
- Chemnitz
- Dresde (Dresden)
- Leipzig

#### Saxe-Anhalt(Land Sachsen-Anhalt)
- Dessau-Roßlau
- Halle (Halle (Saale))
- Magdebourg (Magdeburg)

#### Schleswig-Holstein(Land Schleswig-Holstein)
- Flensbourg (Flensburg)
- Kiel
- Lübeck
- Neumünster

#### Thuringe(Freistaat Thüringen)
- Eisenach
- Erfurt
- Gera
- Iéna (Jena)
- Suhl
- Weimar

## Ancienne villes-arrondissements en Allemagne
Dans le Mecklembourg-Poméranie-Occidentale (Mecklenburg-Vorpommern) : Les villes suivantes ne sont plus des villes-arrondissements mais se sont regroupées dans un autre arrondissement proche, auquel ces villes ont adhéré en y abandonnant leur autonomie :
- Greifswald
- Neubrandenbourg (Neubrandenburg)
- Stralsund
- Wismar

En Rhénanie-du-Nord-Westphalie (NRW, Nordrhein-Westfalen) :
- Bocholt
- Castrop-Rauxel
- Gladbeck
- Herford
- Iserlohn
- Lünen
- Lüdenscheid
- Neuss
- Recklinghausen
- Siegen
- Viersen
- Witten

Par une réforme de 1974, la ville de Wanne-Eickel a été fusionnée avec la ville de Herne. La même année, Wattenscheid a perdu le statut de ville-arrondissement et le statut de ville ; la ville a été annexée par Bochum.